# Herriard
Herriard est une paroisse civile et un village du Hampshire, en Angleterre.